# Cyanoliseus patagonus bloxami

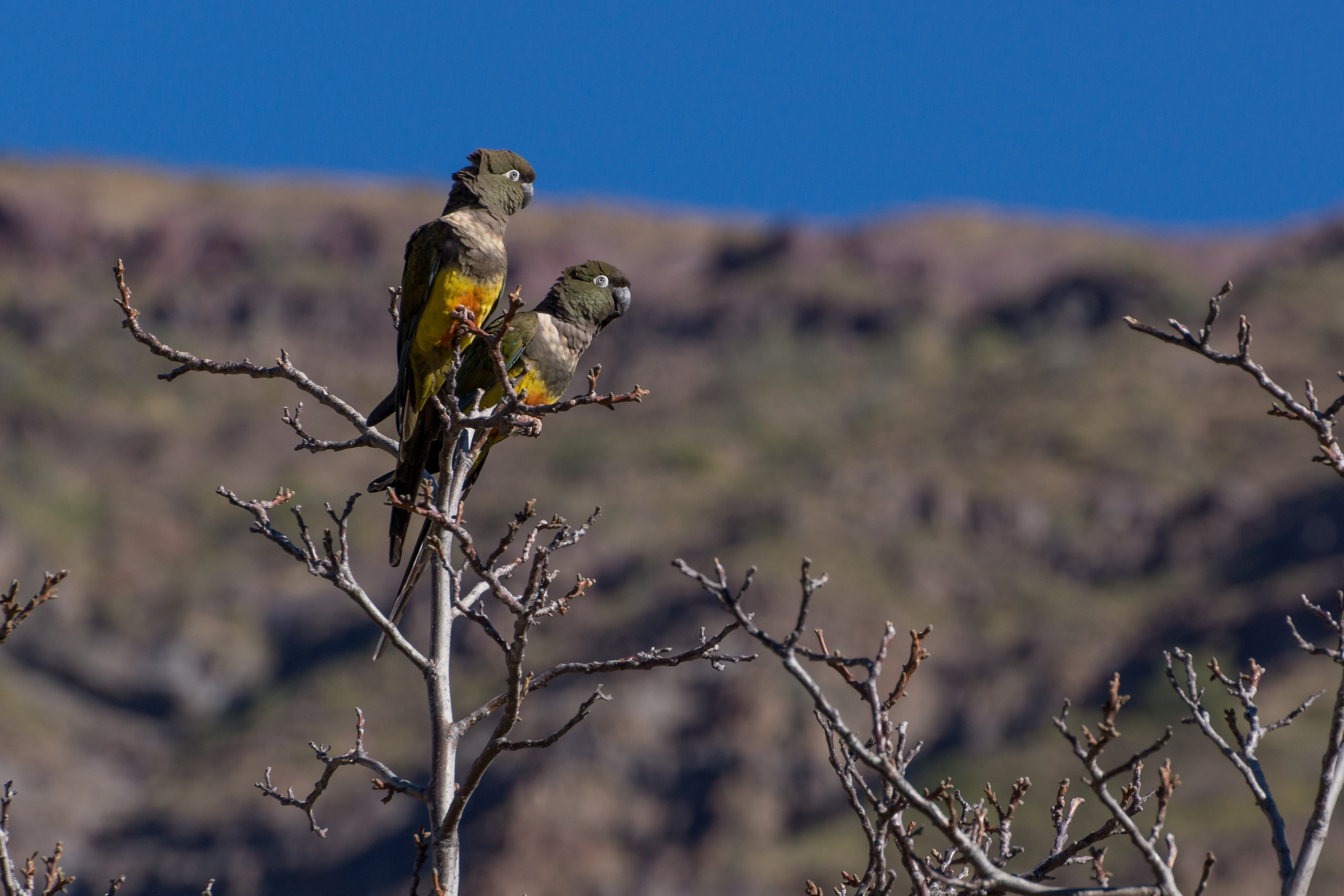
Pareja de Tricahues en la RN Río Cipreses

Cyanoliseus patagonus bloxami, comúnmente llamado loro tricahue o tricagüe, es una de las subespecies en que se divide la especie Cyanoliseus patagonus, un ave de la familia de los loros (Psittacidae), que habita en el Cono Sur de América del Sur. Esta subespecie es endémica del centro de Chile.

## Características
Medida entre la punta del pico y la punta de la cola, la longitud promedio en esta subespecie es de 45 cm, con un rango de 43 a 47 cm. La chilena, C. p. bloxami, es la subespecie más grande de entre todas las de esta especie. El macho es ligeramente mayor, pero ambos sexos son del mismo color. 
Su cabeza y lomo son de color verde oliva oscuro; rodean sus ojos un anillo periocular de color blanco. La parte superior del pecho es de color pardo-oliva con tono vinoso, con una característica semibanda blancuzca (variable según el ejemplar), que la separa fácilmente de las otras subespecies. Las plumas del abdomen, patas, rabadilla y supracaudales son de color amarillo vivo. La parte central del abdomen muestra una mancha rojo-anaranjada, grande y definida. Las subcaudales son de un tono amarillo oliváceo. Las cubiertas alares son café oliváceas. Las primarias son azules, con barba interna grisácea. La cola es gris olivácea. Las patas son de color rosa pálido. 
El pico es ganchudo y corto; grisáceo en los juveniles, y negruzco en los adultos. El iris es gris-oscuro en los juveniles, y blanco-amarillento en los adultos. La cabeza es parda en los juveniles siendo verdosa en los adultos.

## Comportamiento
Es una subespecie gregaria y bulliciosa. La bandada en vuelo se escucha desde lejos.

### Alimentación
Se alimenta de semillas y frutos silvestres o cultivados. Vuela a grandes distancias todos los días desde sus dormideros o colonias de nidificación hasta los lugares con abundante alimento estacional. Se alimentan en bandada, tanto entre el follaje de arbustos y árboles como en el mismo suelo. Uno de ellos suele quedar apostado en algún punto superior, como vigía ante el peligro. Frente a alguna amenaza, grita una señal de alarma y en instantes toda la bandada emprende la huida a un lugar seguro. 
Entre los frutos y semillas de especies silvestres que integran su dieta destacan los de espino (Acacia caven), boldo (Peumus boldus), peumo (Cryptocarya alba), quillay (Quillaja saponaria), litre (Lithraea caustica), colliguay (Colliguaja odorifera), maitén (Maytenus boaria), chañar (Geoffroea decorticans), algarrobo chileno (Prosopis chilensis), algarrobilla (Balsamocarpon brevifolium), carbonillo (Cordia decandra), copao (Eulychnia breviflora), retamilla (Retanilla ephedra), varias especies de romerillos (Baccharis), etc. 
Entre los frutos y semillas de especies cultivadas que integran su dieta destacan los de maíz, trigo, e higos.

## Reproducción
Se reproducen en colonias, y las parejas son monógamas. Anidan en cuevas que horadan en barrancos de ríos o acantilados marinos (de allí su nombre de loro barranquero), habitándolas todo el año. Las cuevas son profundas y zigzagueantes. Ponen 2 a 5 huevos de color blanco semibrillante, que son bastante redondeados, y de un tamaño promedio de 3,6 x 2,8 cm. Luego de unos 24 días, nacen los polluelos, los que pasan a ser cuidados por ambos padres.
En las poblaciones septentrionales —en Coquimbo— nidifican desde fines de julio hasta enero, mientras que en las australes lo hacen desde septiembre hasta febrero.

## Taxonomía
Hasta la década de 1990 Cyanoliseus patagonus bloxami era conocido como Cyanoliseus patagonus byroni (Sclater, 1873), pero se descubrió que en realidad C. p. byroni era un sinónimo del loro choroy (Enicognathus leptorhynchus), por lo que el taxón fue rebautizado por Storrs L. Olson en el año 1995, asignándole como localidad tipo: «cerca de Concepción, probablemente en la península Talcahuano, Chile».

### Evolución
Actualmente, la población de esta subespecie está perfectamente separada de las presentes al otro lado del encadenamiento andino, por lo que al poseer áreas de distribución disjuntas se ha favorecido la especiación.
El taxón chileno habita actualmente en donde se originó primitivamente la especie. La totalidad de las poblaciones argentinas de la especie son el resultado de un único evento de expansión transandina efectuado por una bandada del núcleo original chileno, lo que acaeció hace unos 120 000 años —en el Pleistoceno Superior a Tardío—, la cual logró cruzar la cordillera de los Andes por un paso de unos 3000 m s. n. m. a la latitud del Aconcagua, núcleo el cual posteriormente dio lugar a todas los linajes mitocondriales argentinos existentes en la actualidad.

## Hábitats

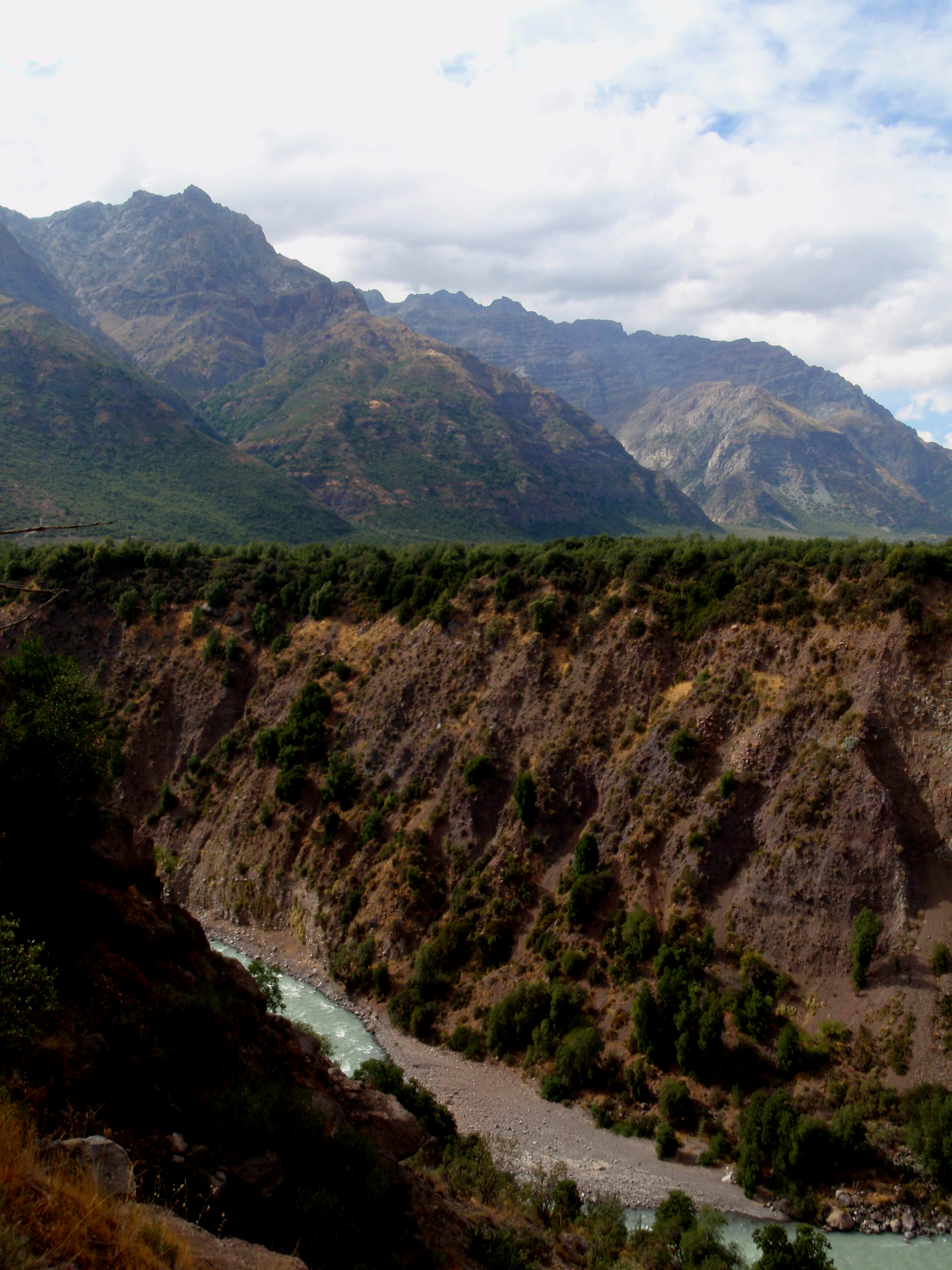
El hábitat de la subespecie en la reserva nacional Río de Los Cipreses, área protegida ubicada en la Cordillera de Los Andes de la Región del Libertador General Bernardo O'Higgins, a 50œkm de la ciudad de Rancagua.

Esta subespecie vive generalmente en la precordillera andina, en estepas semiáridas abiertas, con vegetación dominada por arbustos y algunos árboles, con suelo desnudo o raleado de gramíneas. También frecuenta áreas rurales y de cultivos. Especialmente en época de nidificación, se lo encuentra además en barrancos o quebradas abruptas.

## Distribución y situación poblacional
El loro tricahue es endémico del centro de Chile, siendo el loro de mayor tamaño y colorido de entre las especies que habitan ese país. 
Antiguamente, su distribución original se extendía desde Copiapó hasta Valdivia. Ya en la década de 1950 la subespecie se había reducido a unas pocas colonias aisladas. A comienzos de la década de 1980 sólo existían unas 12 loreras de este taxón. Se han extinguido en las Regiones de Valparaíso y Metropolitana, así como todas las colonias que habitaban de Linares hacia el sur. A mediados de la década de 1980 se extinguió la última colonia costera de la subespecie, la cual se situaba en la comuna de Santo Domingo.
El 85% de la población se ubica en las Regiones del Maule —1700 tricahues—, y del Libertador General Bernardo O'Higgins —850 tricahues—, estando el resto en algunos sectores de las Regiones de Coquimbo, siendo escaso u ocasional en Atacama, habitando en esta sólo en el extremo sur de la Región.
En 1982, la Corporación Nacional Forestal (CONAF) dio inicio al «Proyecto de Conservación del Tricahue». Mediante censos se determinó que aún había 12 colonias activas, pero otras 9 ya se encontraban inactivas. Las que todavía contenían loros los tenían en un promedio de 1555 individuos por colonia. A finales de 2002, en el Parque Nacional Río Clarillo, se gestó el «Plan de Conservación del Tricahue», con el apoyo del Servicio Agrícola y Ganadero (SAG), la Universidad de Chile, la Unión de Ornitólogos de Chile (UNORCH), y el Comité Nacional Pro Defensa de la Flora y Fauna (CODEFF), entre otras instituciones.
Esta subespecie es categorizada como especie vulnerable en la mayoría de las regiones que habita del territorio chileno, salvo en las regiones de Atacama y Coquimbo, donde se considera en peligro de extinción, conforme al nómina de clasificación de especies según estado de conservación del Ministerio del Medio Ambiente. Las poblaciones de tricahue han seguido disminuyendo en algunas zonas debido a la captura viva de ejemplares para su venta como mascota y al deterioro de su hábitat, lo que redunda en fragmentación y aislamiento de sus poblaciones. Otra causa destacada es la muerte de ejemplares al alimentarse de granos envenenados, los que son distribuidos por algunos agricultores, que los consideran una amenaza para sus cultivos. Aun así, en términos generales, el número de ejemplares ha aumentado en consecuencia de las campañas realizadas para su conservación.
Desde el año 1972, gracias al Decreto Supremo N.º 40, al que se le sumó en 1996 la Ley de Caza N° 19473, está estrictamente prohibido por tiempo indefinido en todo el territorio chileno la caza, transporte, comercialización, posesión e industrialización del loro tricahue, no solo de ejemplares adultos, también la captura de sus crías, la recolección de sus huevos, o la destrucción de sus nidos.
El Centro de Rehabilitación de Fauna Silvestre de CODEFF, desde sus inicios, ha recibido una gran cantidad de tricahues, tanto de entregas voluntarias de personas que los tenían como mascotas, así como resultado de los decomisos efectuados por el Servicio Agrícola y Ganadero (SAG) cuando realiza fiscalizaciones para combatir el comercio ilegal de sus crías.
En noviembre de 2023 fue reintroducido en la Región Metropolitana, luego de la liberación de una bandada desde el Centro de Rehabilitación de Fauna Silvestre de CODEFF.

### Colonias sobrevivientes
Región de Coquimbo
- La Higuera
- Vicuña
- Monte Patria

Región del Libertador General Bernardo O'Higgins
- Río Azufre
- Río de Los Cipreses

Región del Maule
- Río Achibueno, Precordillera de Linares
- Río Claro
- Río Claro I
- Río Colorado
- Río Maule (Armerillo)
- Río Melado
- Río Longaví (sector Villegas y la balsa)